# Trên những ngọn đồi không tên (phim)
Trên những ngọn đồi không tên (tiếng Nga: На безымянной высоте), hay Điểm cao 89 (tiếng Nga: Высота 89) là một bộ phim tâm lý - chiến tranh, khai thác đề tài Chiến tranh Vệ quốc vĩ đại của đạo diễn Vyacheslav Nikiforov, ra mắt lần đầu năm 2004.

## Diễn viên
- Viktoria Tolstoganova... Olga
- Aleksey Chadov... Kolya Malakhov
- Anatoly Kot... Sulgin
- Aleksandr Pashutin... Bessonov
- Nikolai Chindyaykin... Yegorov
- Gennady Garbuk... Marek
- Andrey Golubev... Sergey Inozemtsev
- Anatoly Gushchin... Prokhor
- Anna Kazyuchits

## Ê-kíp
- Thiết kế sản xuất: Aleksandr Chertovich

## Nhạc phim
- Ca khúc Người lính[2] (Солдат)

Nhạc: Ariadna Nikiforova

Lời: Mikhail Lvov Malikov

Thể hiện: Aleksandr Marshal